# Вологда (телерадиокомпания)
Государственная телевизионная и радиовещательная компания «Вологда» — филиал ФГУП «Всероссийская государственная телевизионная и радиовещательная компания» в Вологодской области.

## История
Первый громкоговоритель установлен в Вологде 1 сентября 1925 года на площади Революции. Первая радиовещательная станция открыта на территории области 17 декабря 1925 года в Великом Устюге. Широковещательная станция начинает работать в Вологде с 6 июня 1926 года. В сентябре 1938 года образован Вологодский комитет по радиофикации и радиовещанию. Райцентры области радиофицированы к январю 1944 года. На основе решения облисполкома от 18 июня 1959 года в Череповце создана областная студия телевидения. Первая передача вышла в эфир 3 ноября 1959 года. С 30 декабря 1961 года, после сдачи в эксплуатацию радиорелейной линии Ярославль — Вологда, в области стали транслироваться передачи Центрального Телевидения. С 1985 года телепередачи ведутся в цвете. Время вещания телевидения составляет в сутки до 2,5 час. Аудитория областного телевидения — около одного миллиона человек. В 2006 году присоединена к ВГТРК в качестве филиала.

## Телепрограммы

### Россия-1
- «Вести. Вологодская область»
- «Вести в субботу: Вологодская область»
- «Местное время. Воскресенье»
- «Вести. Экономика»
- «Вологодские каникулы»
- «Главное»
- «Интервью»
- «Истоки»
- «Кружевное кольцо России»
- «Лес»
- «Продуктовый разбор»
- «Прокурорский надзор»
- «Сделано на Вологодчине»
- «Специальный репортаж»
- «Экспедиция»
- «Электронный гражданин»
- «Я-Мама»
- «Утро-Вести. Вологодская область»

### Россия-24
- «Вести-Дежурная часть»
- «Вести-Интервью»
- «Вести. Специальный репортаж»
- «Вести. Вологодская область»
- «Книга в кадре»

## Радиопрограммы
Аудитория областного радио — около одного миллиона человек. В эфире информационные программы, передачи общественно-политической тематики, для молодежи, женщин, ветеранов.

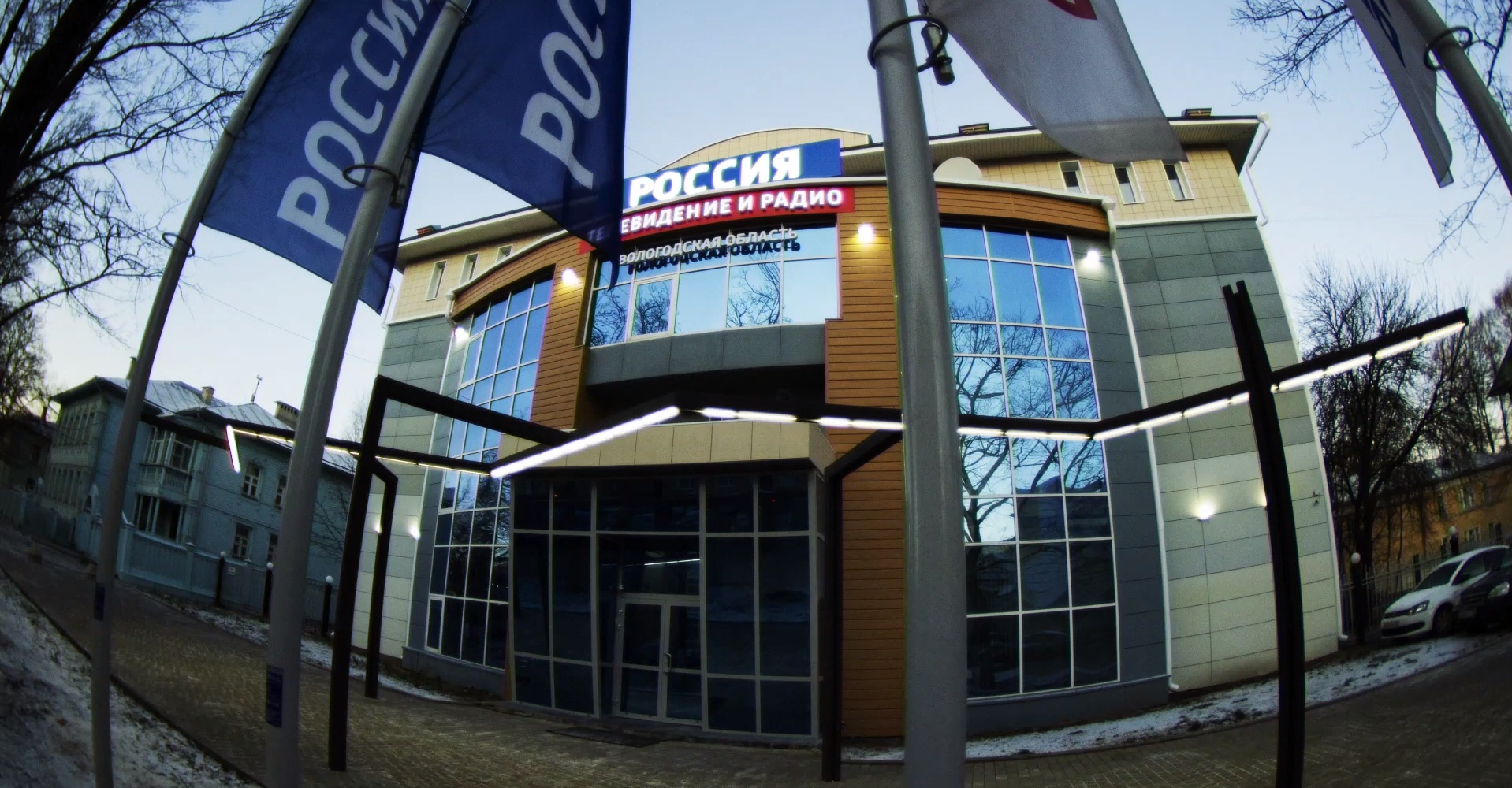
Центральный офис ГТРК «Вологда»

- «В пятницу вечером»
- Центральный офис ГТРК «Вологда»«Главное»
- «Год литературы»
- «Жизнь замечательных детей»
- «Новости»
- «Утренний канал»

## Техническая база
Производство передач осуществляется в двух аппаратно-студийных комплексах, расположенных в Вологде и Череповце. Программы транслируются через 22 передатчика, которые охватывают всю территорию Вологодской области. Возможность приема телепередач имеют 98 процентов населения, постоянная аудитория составляет около одного миллиона телезрителей. С 2005 года в ГТРК «Вологда» введена в эксплуатацию передвижная телевизионная станция.